# Bahnstrecke Miramas–L’Estaque
| Begegnung zweier B 81500 im Dieselbetrieb bei La Redonne |                      |                                   |                                   |
| Streckennummer (SNCF): | 935 000              |                                   |                                   |
| Streckenlänge: | 67 km                |                                   |                                   |
| Spurweite: | 1435 mm (Normalspur) |                                   |                                   |
| Stromsystem: | 1500 V =             |                                   |                                   |
| Zweigleisigkeit: | ja                   |                                   |                                   |
| |                      |                                   |                                   |
| \| \| \| Bahnstrecke Paris–Marseille \| von Paris-Gare-de-Lyon \| \| \| 809,2 \| Miramas \| 49 m \| \| \| 810,4 \| Bahnstrecke Paris–Marseille \| nach Marseille-Saint-Charles \| \| \| 813,0 \| Canal de Craponne \| Canal de Craponne \| \| \| 815,6 \| Le Paty \| 35 m \| \| \| 820,7 \| Istres \| 25 m \| \| \| 822,9 \| Rassuen \| 19 m \| \| \| 825,1 \| Abzweig Lavalduc-Nord \| zum Hafen Marseille-Fos \| \| \| 826,0 \| Abzweig Lavalduc-Sud \| vom Hafen Marseille-Fos \| \| \| \| Grenze Elektrifizierung \| \| \| \| 829,3 \| Plan d’Aren \| 2 m \| \| \| 829,8 \| Tunnel d’Engrenier (319 m) \| Tunnel d’Engrenier (319 m) \| \| \| 831,6 \| Fos-sur-Mer \| 5 m \| \| \| 833,0 \| Canal d’Arles à Port-de-Bouc \| Canal d’Arles à Port-de-Bouc \| \| \| 834,4 \| Port-de-Bouc \| 12 m \| \| \| 837,3 \| Croix-Sainte \| 20 m \| \| \| 838,2 \| Pont de Caronte \| Pont de Caronte \| \| \| 839,3 \| Martigues \| 28 m \| \| \| 842,4 \| Ponteau-Sant-Pierre \| Ponteau-Sant-Pierre \| \| \| 842,6 \| Viaduc de Lareraille 1 (200 m) \| Viaduc de Lareraille 1 (200 m) \| \| \| 843,8 \| Tunnel de Cavelas (353 m) \| Tunnel de Cavelas (353 m) \| \| \| 845,8 \| Viaduc de Lareraille 2 (115 m) \| Viaduc de Lareraille 2 (115 m) \| \| \| 846,1 \| La Couronne-Carro \| 34 m \| \| \| 848,6 \| Tunnel du Col-des-Rouges (75 m) \| Tunnel du Col-des-Rouges (75 m) \| \| \| 849,6 \| Viaduc du Grand-Vallat (300 m) \| Viaduc du Grand-Vallat (300 m) \| \| \| 850,1 \| Tunnel de Sausset (369 m) \| Tunnel de Sausset (369 m) \| \| \| 851,1 \| Sausset-les-Pins \| 23 m \| \| \| 854,7 \| Carry-le-Rouet \| 26 m \| \| \| 855,4 \| Tunnel de Carry (451 m) \| Tunnel de Carry (451 m) \| \| \| 856,4 \| Tunnel du Rouet (194 m) \| Tunnel du Rouet (194 m) \| \| \| 856,7 \| Viaduc de l’Aigle (228 m) \| Viaduc de l’Aigle (228 m) \| \| \| 857,1 \| Tunnel de Matheron (90 m) \| Tunnel de Matheron (90 m) \| \| \| 857,5 \| Viaduc des Eaux-salées (246 m) \| Viaduc des Eaux-salées (246 m) \| \| \| 857,7 \| Pointe-des-Fèves 1 (61 m) \| Pointe-des-Fèves 1 (61 m) \| \| \| 857,9 \| Pointe-des-Fèves 2 (50 m) \| Pointe-des-Fèves 2 (50 m) \| \| \| 858,7 \| La Redonne-Ensuès \| 36 m \| \| \| 856,8 \| Viaduc de Mauvallon (288 m) \| Viaduc de Mauvallon (288 m) \| \| \| 859,1 \| Tunnel d’Anthénor 1 (75 m) \| Tunnel d’Anthénor 1 (75 m) \| \| \| 859,6 \| Tunnel d’Anthénor 2 (59 m) \| Tunnel d’Anthénor 2 (59 m) \| \| \| 860,0 \| Tunnel des Figuières (50 m) \| Tunnel des Figuières (50 m) \| \| \| 860,4 \| Viaduc de Méjean (246 m) \| Viaduc de Méjean (246 m) \| \| \| 860,8 \| Tunnel de Méjean (491 m) \| Tunnel de Méjean (491 m) \| \| \| 862,0 \| Viaduc de Beaume de Lume (128 m) \| Viaduc de Beaume de Lume (128 m) \| \| \| 862,0 \| Tunnel du Moulon (936 m) \| Tunnel du Moulon (936 m) \| \| \| 863,0 \| Pont des Frères (128 m) \| Pont des Frères (128 m) \| \| \| 863,4 \| Viaduc du Jonquier (274 m) \| Viaduc du Jonquier (274 m) \| \| \| 863,8 \| Niolon \| 35 m \| \| \| 864,0 \| Tunnel de Niolon (153 m) \| Tunnel de Niolon (153 m) \| \| \| 864,2 \| Viaduc de la Vesse (406 m) \| Viaduc de la Vesse (406 m) \| \| \| 864,3 \| Tunnel de la Vesse (208 m) \| Tunnel de la Vesse (208 m) \| \| \| 864,7 \| Tunnel de Pierres Tombées (501 m) \| Tunnel de Pierres Tombées (501 m) \| \| \| 865,3 \| Tunnel des Aragnols (145 m) \| Tunnel des Aragnols (145 m) \| \| \| 865,5 \| Viaduc des Aragnols (224 m) \| Viaduc des Aragnols (224 m) \| \| \| 866,0 \| Viaduc de l'Establon (186 m) \| Viaduc de l'Establon (186 m) \| \| \| 866,3 \| Le Rove \| 39 m \| \| \| 866,4 \| Viaduc des Loubatons (264 m) \| Viaduc des Loubatons (264 m) \| \| \| 867,1 \| Viaduc de la Corbière (227 m) \| Viaduc de la Corbière (227 m) \| \| \| 867,5 \| Tunnel du Rio Tinto (631 m) \| Tunnel du Rio Tinto (631 m) \| \| \| 868,3 \| Tunnel des Riaux (323 m) \| Tunnel des Riaux (323 m) \| \| \| 868,7 \| Viaduc des Riaux (338 m) \| Viaduc des Riaux (338 m) \| \| \| \| Bahnstrecke Paris–Marseille \| von Paris-Gare-de-Lyon \| \| \| 870,0 \| L’Estaque \| 54 m \| \| \| \| Bahnstrecke Paris–Marseille \| nach Marseille-Saint-Charles \| |                      |                                   |                                   |
| Strecke |                      | Bahnstrecke Paris–Marseille       | von Paris-Gare-de-Lyon            |
| Bahnhof | 809,2                | Miramas                           | 49 m                              |
| Abzweig geradeaus und nach links | 810,4                | Bahnstrecke Paris–Marseille       | nach Marseille-Saint-Charles      |
| Brücke über Wasserlauf | 813,0                | Canal de Craponne                 | Canal de Craponne                 |
| ehemaliger Haltepunkt / Haltestelle | 815,6                | Le Paty                           | 35 m                              |
| Bahnhof | 820,7                | Istres                            | 25 m                              |
| Bahnhof | 822,9                | Rassuen                           | 19 m                              |
| Abzweig geradeaus und nach rechts | 825,1                | Abzweig Lavalduc-Nord             | zum Hafen Marseille-Fos           |
| Abzweig geradeaus und von rechts | 826,0                | Abzweig Lavalduc-Sud              | vom Hafen Marseille-Fos           |
| |                      | Grenze Elektrifizierung           |                                   |
| ehemaliger Haltepunkt / Haltestelle | 829,3                | Plan d’Aren                       | 2 m                               |
| Tunnel | 829,8                | Tunnel d’Engrenier (319 m)        | Tunnel d’Engrenier (319 m)        |
| Haltepunkt / Haltestelle | 831,6                | Fos-sur-Mer                       | 5 m                               |
| Brücke über Wasserlauf | 833,0                | Canal d’Arles à Port-de-Bouc      | Canal d’Arles à Port-de-Bouc      |
| Bahnhof | 834,4                | Port-de-Bouc                      | 12 m                              |
| Bahnhof | 837,3                | Croix-Sainte                      | 20 m                              |
| | 838,2                | Pont de Caronte                   | Pont de Caronte                   |
| Bahnhof | 839,3                | Martigues                         | 28 m                              |
| ehemaliger Haltepunkt / Haltestelle | 842,4                | Ponteau-Sant-Pierre               | Ponteau-Sant-Pierre               |
| Brücke | 842,6                | Viaduc de Lareraille 1 (200 m)    | Viaduc de Lareraille 1 (200 m)    |
| Tunnel | 843,8                | Tunnel de Cavelas (353 m)         | Tunnel de Cavelas (353 m)         |
| Brücke | 845,8                | Viaduc de Lareraille 2 (115 m)    | Viaduc de Lareraille 2 (115 m)    |
| Bahnhof | 846,1                | La Couronne-Carro                 | 34 m                              |
| Tunnel | 848,6                | Tunnel du Col-des-Rouges (75 m)   | Tunnel du Col-des-Rouges (75 m)   |
| Brücke | 849,6                | Viaduc du Grand-Vallat (300 m)    | Viaduc du Grand-Vallat (300 m)    |
| Tunnel | 850,1                | Tunnel de Sausset (369 m)         | Tunnel de Sausset (369 m)         |
| Bahnhof | 851,1                | Sausset-les-Pins                  | 23 m                              |
| Bahnhof | 854,7                | Carry-le-Rouet                    | 26 m                              |
| Tunnel | 855,4                | Tunnel de Carry (451 m)           | Tunnel de Carry (451 m)           |
| Tunnel | 856,4                | Tunnel du Rouet (194 m)           | Tunnel du Rouet (194 m)           |
| Brücke | 856,7                | Viaduc de l’Aigle (228 m)         | Viaduc de l’Aigle (228 m)         |
| Tunnel | 857,1                | Tunnel de Matheron (90 m)         | Tunnel de Matheron (90 m)         |
| Brücke | 857,5                | Viaduc des Eaux-salées (246 m)    | Viaduc des Eaux-salées (246 m)    |
| Tunnel | 857,7                | Pointe-des-Fèves 1 (61 m)         | Pointe-des-Fèves 1 (61 m)         |
| Tunnel | 857,9                | Pointe-des-Fèves 2 (50 m)         | Pointe-des-Fèves 2 (50 m)         |
| Bahnhof | 858,7                | La Redonne-Ensuès                 | 36 m                              |
| Brücke | 856,8                | Viaduc de Mauvallon (288 m)       | Viaduc de Mauvallon (288 m)       |
| Tunnel | 859,1                | Tunnel d’Anthénor 1 (75 m)        | Tunnel d’Anthénor 1 (75 m)        |
| Tunnel | 859,6                | Tunnel d’Anthénor 2 (59 m)        | Tunnel d’Anthénor 2 (59 m)        |
| Tunnel | 860,0                | Tunnel des Figuières (50 m)       | Tunnel des Figuières (50 m)       |
| Brücke | 860,4                | Viaduc de Méjean (246 m)          | Viaduc de Méjean (246 m)          |
| Tunnel | 860,8                | Tunnel de Méjean (491 m)          | Tunnel de Méjean (491 m)          |
| Brücke | 862,0                | Viaduc de Beaume de Lume (128 m)  | Viaduc de Beaume de Lume (128 m)  |
| Tunnel | 862,0                | Tunnel du Moulon (936 m)          | Tunnel du Moulon (936 m)          |
| Brücke | 863,0                | Pont des Frères (128 m)           | Pont des Frères (128 m)           |
| Brücke | 863,4                | Viaduc du Jonquier (274 m)        | Viaduc du Jonquier (274 m)        |
| Bahnhof | 863,8                | Niolon                            | 35 m                              |
| Tunnel | 864,0                | Tunnel de Niolon (153 m)          | Tunnel de Niolon (153 m)          |
| Brücke | 864,2                | Viaduc de la Vesse (406 m)        | Viaduc de la Vesse (406 m)        |
| Tunnel | 864,3                | Tunnel de la Vesse (208 m)        | Tunnel de la Vesse (208 m)        |
| Tunnel | 864,7                | Tunnel de Pierres Tombées (501 m) | Tunnel de Pierres Tombées (501 m) |
| Tunnel | 865,3                | Tunnel des Aragnols (145 m)       | Tunnel des Aragnols (145 m)       |
| Brücke | 865,5                | Viaduc des Aragnols (224 m)       | Viaduc des Aragnols (224 m)       |
| Brücke | 866,0                | Viaduc de l'Establon (186 m)      | Viaduc de l'Establon (186 m)      |
| ehemaliger Haltepunkt / Haltestelle | 866,3                | Le Rove                           | 39 m                              |
| Brücke | 866,4                | Viaduc des Loubatons (264 m)      | Viaduc des Loubatons (264 m)      |
| Brücke | 867,1                | Viaduc de la Corbière (227 m)     | Viaduc de la Corbière (227 m)     |
| Tunnel | 867,5                | Tunnel du Rio Tinto (631 m)       | Tunnel du Rio Tinto (631 m)       |
| Tunnel | 868,3                | Tunnel des Riaux (323 m)          | Tunnel des Riaux (323 m)          |
| Brücke | 868,7                | Viaduc des Riaux (338 m)          | Viaduc des Riaux (338 m)          |
| Abzweig geradeaus und von links |                      | Bahnstrecke Paris–Marseille       | von Paris-Gare-de-Lyon            |
| Bahnhof | 870,0                | L’Estaque                         | 54 m                              |
| Strecke |                      | Bahnstrecke Paris–Marseille       | nach Marseille-Saint-Charles      |

Die Bahnstrecke Miramas–L’Estaque, auch als Ligne de la Côte Bleue bezeichnet, ist eine Alternativstrecke zur Bahnstrecke Paris–Marseille im französischen Département Bouches-du-Rhône. Sie zweigt in Miramas von jener ab und trifft im Marseiller Stadtteil L’Estaque wieder auf sie. Die Kilometrierung der Strecke beginnt im Bahnhof Paris-Gare-de-Lyon.

## Geschichte und Beschreibung

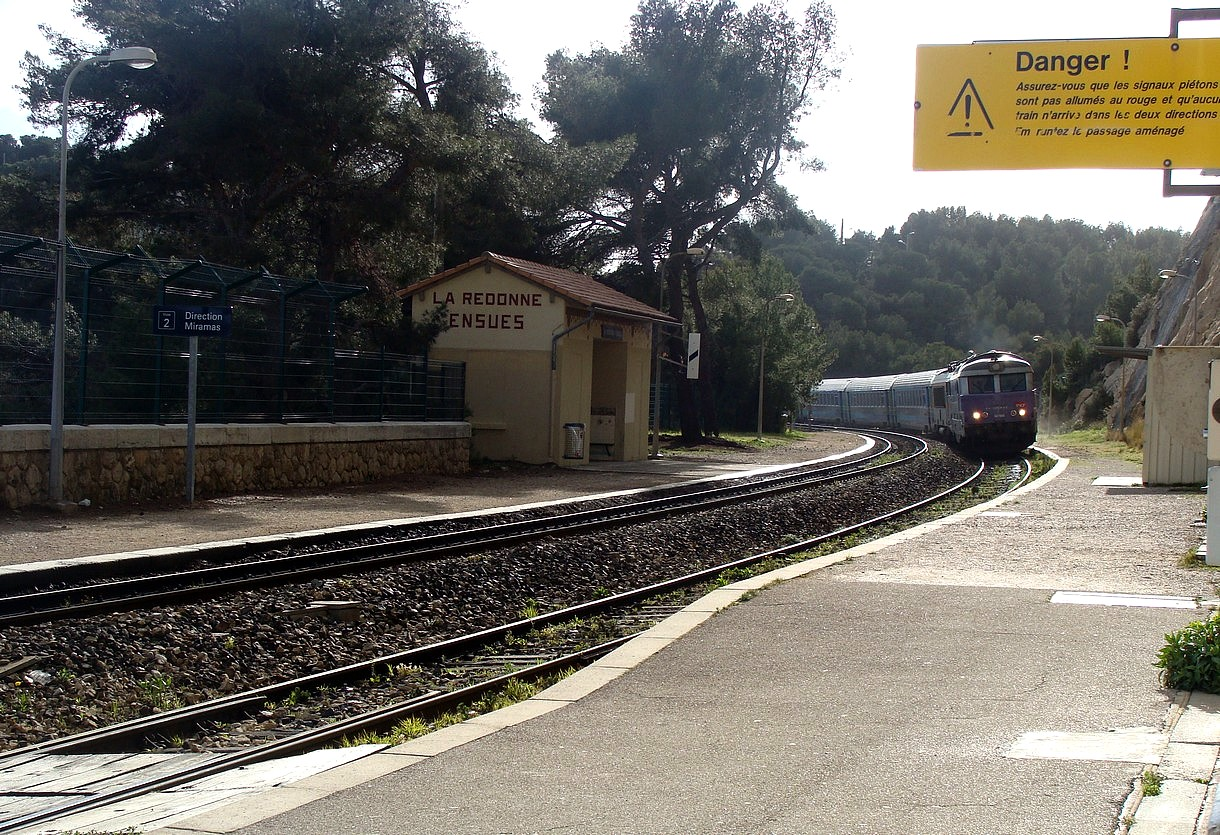
Bahnhof La Redonne-Ensuès mit über die Strecke umgeleitetem Schnellzug nach Marseille (2021)

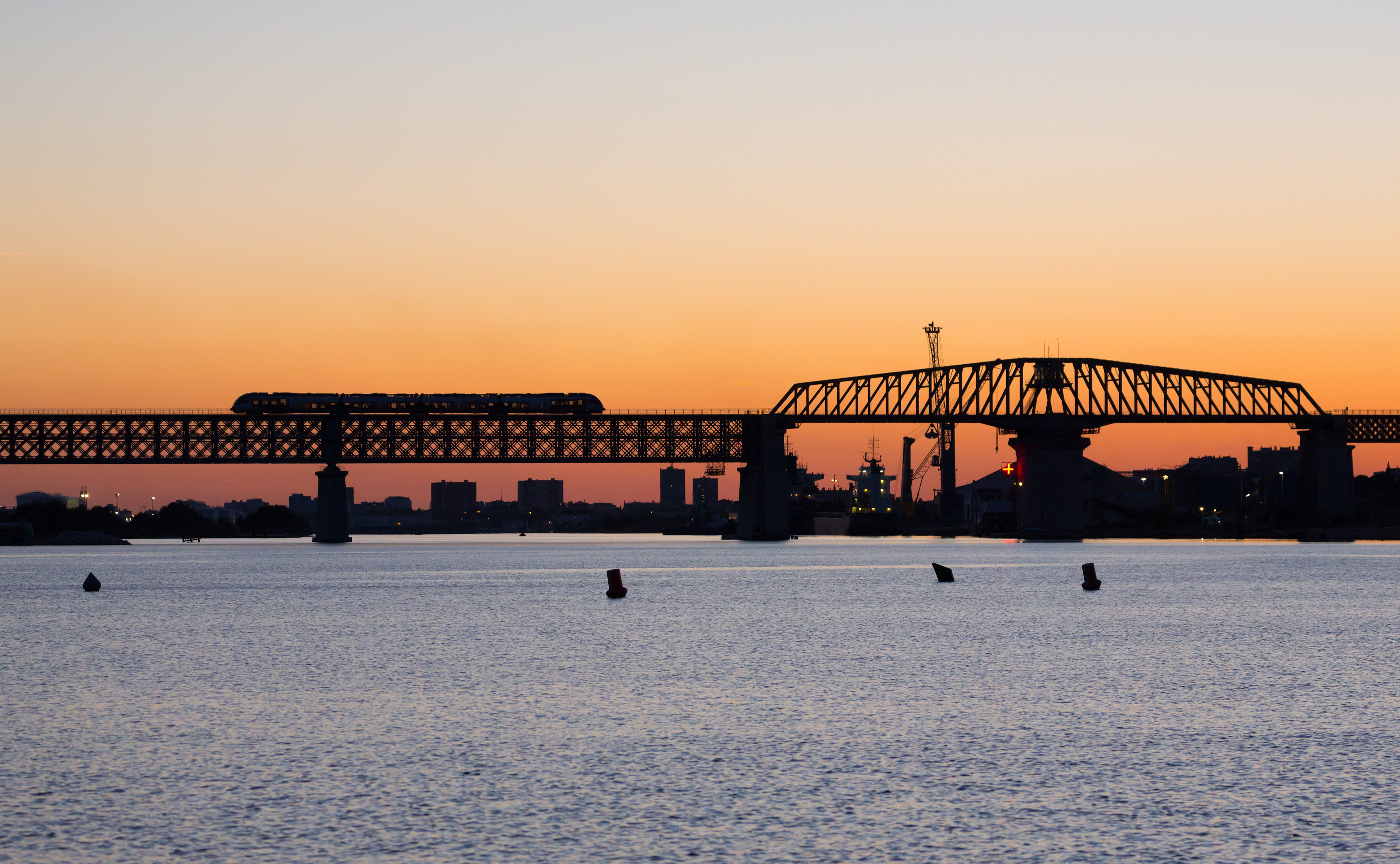
Drehbrücke Pont de Caronte über den Canal de Caronte

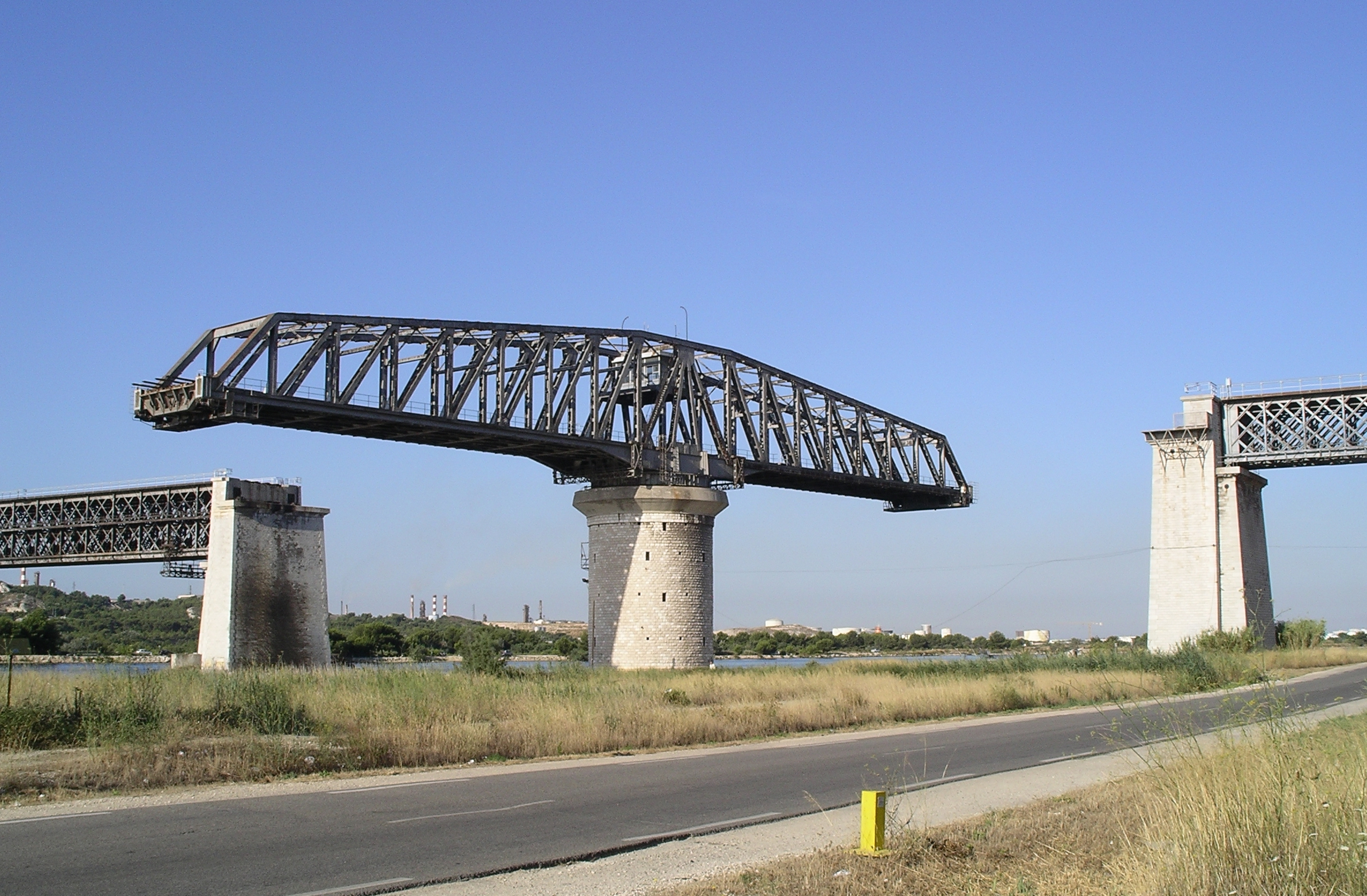
Der Pont de Caronte in geöffnetem Zustand

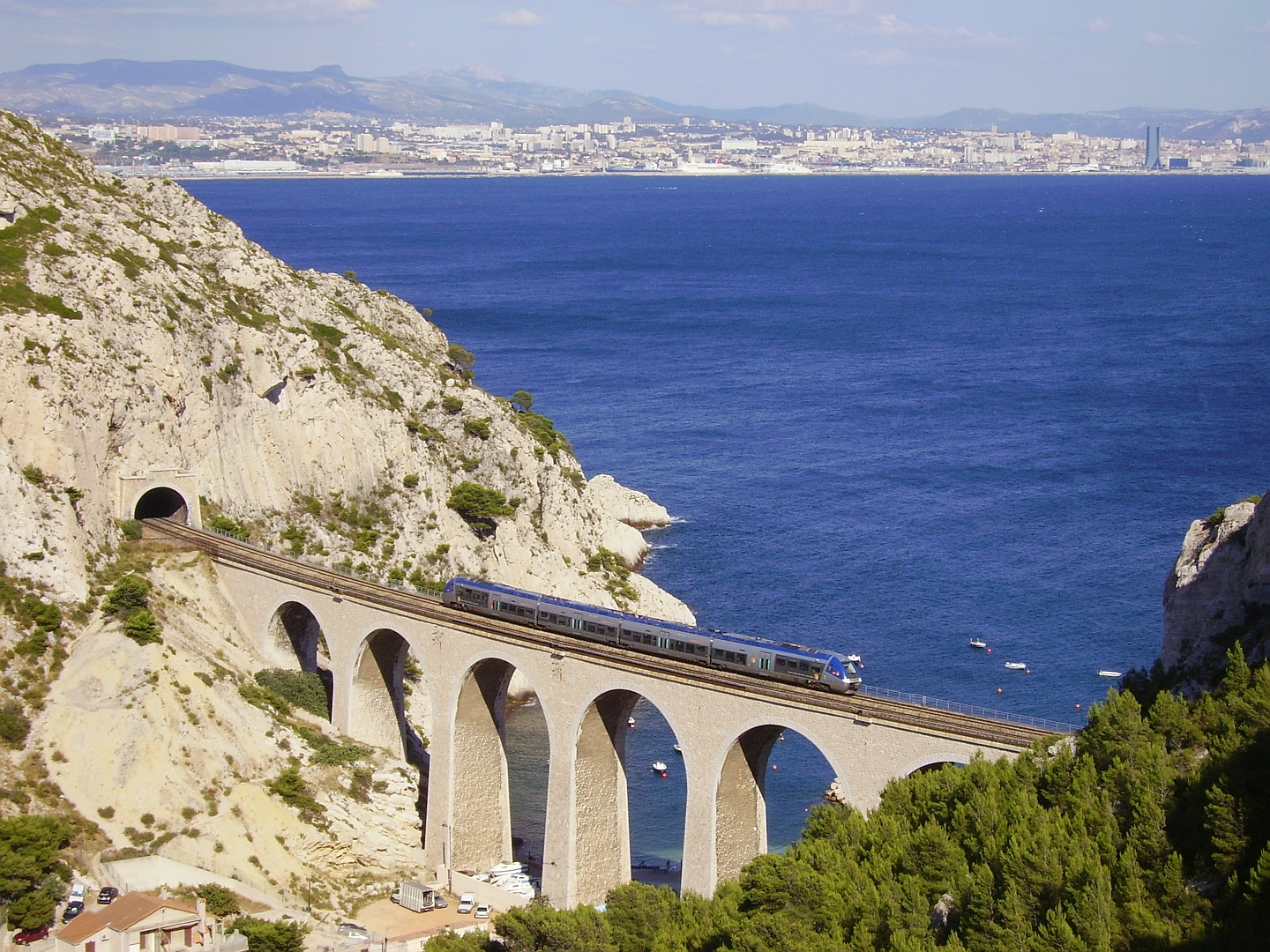
Viaduc de la Vesse

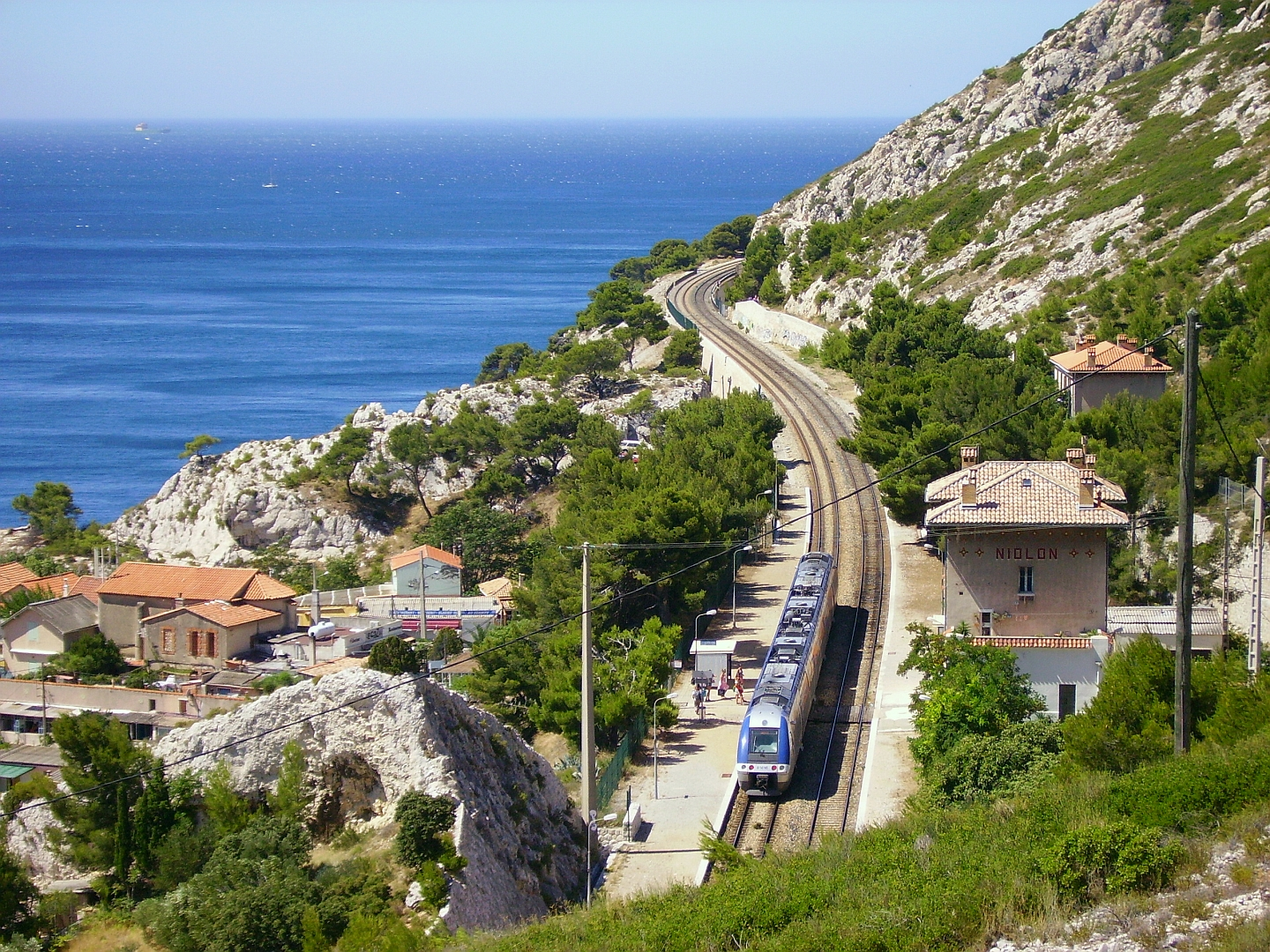
Bahnhof Niolon

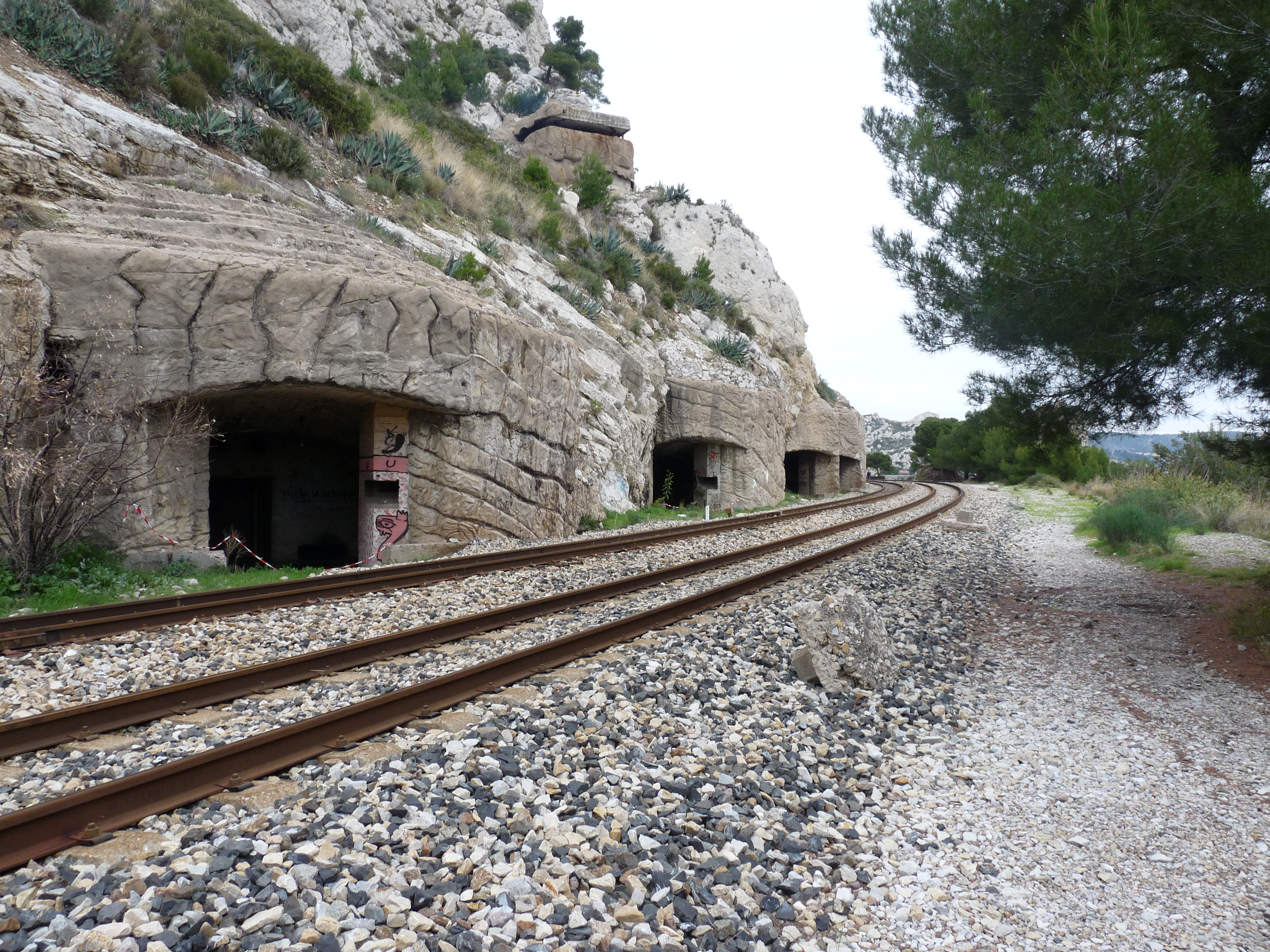
Bunkeranlage der Wehrmacht bei Le Resquiadou

Die Strecke folgt einer von zwei Trassen, die für den Verlauf der Strecke (Paris–)Avignon–Marseille in den 1840er Jahren vorgeschlagen, jedoch nicht realisiert wurden. Nach dem Ende des Deutsch-Französischen Kriegs von 1870/71 wurde sie als Ausweich- und Entlastungsstrecke zur Umgehung des 4640 m langen Tunnel de la Nerthe vorgesehen. Dabei griff die Compagnie des chemins de fer de Paris à Lyon et à la Méditerranée (P.L.M.) auf den Plan einer westlichen Umgehung des Étang de Berre und einer Weiterführung entlang der Côte Bleue zurück.
Die Konzession für den Abschnitt zwischen Miramas und Port-de-Bouc erhielt 1875 zunächst die Compagnie des chemins de fer méridionaux. Er wurde als eingleisige Nebenbahn gebaut und 1882 eröffnet. 1887 ging diese Bahngesellschaft in die Insolvenz und wurde 1890 von der Société des Chemins de Fer de Miramas à Port de Bouc übernommen, die ihrerseits 1904 von der P.L.M. aufgekauft wurde. Mit teilweise veränderter Trasse – bei Lavalduc lag sie bis zu 11 m unter dem Meeresspiegel – und neuen Bahnhöfen wurde die Strecke zwischen 1908 und 1913 zweigleisig ausgebaut und zugleich ihre Verlängerung nach L’Estaque in Angriff genommen. Am 1. Juli 1913 war der Abschnitt Miramas–Port-de-Bouc fertiggestellt, am 15. Oktober 1915 ging die Verlängerung nach L’Estaque in Betrieb.
Bei einer Länge von 61 km weist die Strecke zahlreiche Kunstbauten auf. Von den 23 Tunneln ist der Tunnel du Moulon mit 936 m der längste. Unter den 18 Brücken sticht der Pont de Caronte hervor, eine Drehbrücke, mit der der Canal de Caronte gequert wird. Sie wurde gegen Ende der deutschen Besetzung Frankreichs im Zweiten Weltkrieg von der abziehenden Wehrmacht zerstört und in den Jahren 1954–1954 wiederaufgebaut. In der Karstlandschaft zwischen La Couronne und L’Estaque folgt die Strecke in ca. 20–40 m Höhe über dem Meeresspiegel dem als Côte Bleue bezeichneten zerklüfteten Küstenstreifen mit einer raschen Abfolge von Tunneln und Brücken.
Von Miramas bis zu einem Abzweig bei Lavalduc wurde die Strecke 1983 elektrifiziert. Von dort führt eine Zweigstrecke zum Hafen Marseille-Fos und bedeutenden petrochemischen Anlagen. Der Strecke Paris–Marseille entsprechend wurde eine Gleichspannung von 1500 V gewählt. Von einer Weiterführung der Oberleitung über Lavalduc hinaus wurde wegen des geringen Querschnitts der Tunnel entlang der Côte Bleue abgesehen.

## Betrieb
Werktags sind auf der Strecke im Personenverkehr 14, sonnabends und an Sonn- und Feiertagen 10 Zugpaare unterwegs. Zum Einsatz kommen Zweikrafttriebzüge der Baureihe B 81500, die im elektrifizierten Abschnitt ihren Strom aus der Oberleitung, ansonsten von einem Dieselmotor beziehen. Nachmittags wird die Drehbrücke für ca. eine Stunde geöffnet, um hohen Schiffen die Passage durch den Canal de Caronte zu ermöglichen.